# Quebradillas (Portoryko)
Quebradillas – miasto w Portoryko, w gminie Quebradillas.